# Inbördeskriget i Afghanistan (1989–1992)
Inbördeskriget i Afghanistan (1989–1992) fördes mellan å ena sidan Republiken Afghanistan, ledd av president Mohammad Najibollah och å andra sidan ett antal miliser ledda av olika krigsherrar. Kriget var en direkt fortsättning på Afghansk-sovjetiska kriget 1979–1989. 
Efter att Sovjetuniononen dragit tillbaka sina trupper 1989 fortsatte man att stödja Najibollahs regering både ekonomiskt och militärt, bland annat genom en luftbro med mat till Kabul och vapen såsom SCUD-missiler. Vapenleveranserna upphörde den 1 januari 1992 och Najibollahs regim störtades senare samma år. Den svaga staten omvandlades till Islamska staten Afghanistan som aldrig fick en stabil regering. I stället fortsatte kriget, nu som Inbördeskriget i Afghanistan (1992–1996) mellan de krigsherrar som tidigare varit allierade.